# セグレイブ男爵
セグレイヴ男爵（英語: Baron Segrave）は、イングランド貴族の男爵位。ニコラス・セグレイヴが1295年に議会招集令状によって叙されたのに始まる。女系継承でセグレイヴ家からモウブレー家、ハワード家、ストートン家へと移った。2021年現在はモウブレー男爵位・ストートン男爵位とともにジェイムズ・ストートンが保有している。

## 歴史
ニコラス・セグレイヴは1295年6月24日の議会招集令状でセグレイヴ男爵に叙せられた。議会召集令状による爵位であるため、男子がなく女子のみある場合に姉妹間に優劣がない女系継承が可能である（女子が複数あるときには保持者不在(abeyance)となる）。

現在の男爵家の紋章。ストートン男爵家に爵位が移ったため、1st部分は同家が占める。2nd部分は家格の高いハワード家、3rd部分に名門モウブレー家の紋が続き、4th部分でようやくセグレイヴ家の紋が現れる。

4代目までは男子が継承したが、4代男爵ジョン・セグレイヴ(1315–1353)には女子しかなかったため、彼の死とともに最初の女系継承が行われ、エリザベス・セグレイヴ(1338-1368頃)が5代女男爵となった。
彼女は第4代モウブレー男爵ジョン・ド・モウブレーと結婚したため、その間の子である第5代モウブレー男爵・初代ノッティンガム伯爵ジョン・ド・モウブレー(1365–1379)が、第6代セグレイヴ男爵位を継承した。
以降セグレイヴ男爵位はモウブレー男爵位（セグレイヴ男爵家と同じく議会招集令状によるイングランド貴族爵位）と継承者が一致している。両男爵位は一時的な保持者不在を挟みながらも女系継承でモウブレー家からハワード家、ついでストートン家へと移った。2021年現在の当主は第29代セグレイヴ男爵（第28代モウブレー男爵・第25代ストートン男爵）ジェイムズ・ストートン(1991年-)である。

## セグレイヴ男爵 (1295年)
- 初代セグレイヴ男爵ニコラス・セグレイヴ（英語版） (-1295)
- 2代セグレイヴ男爵ジョン・セグレイヴ（英語版） (1256–1325)
- 3代セグレイヴ男爵スティーヴン・セグレイヴ (-1326)
- 4代セグレイヴ男爵ジョン・セグレイヴ（英語版） (1315–1353)
- 5代セグレイヴ男爵エリザベス・セグレイヴ (生没年不詳)
- 初代ノッティンガム伯・6代セグレイヴ男爵・5代モウブレー男爵ジョン・ド・モウブレー (1365–1379)
  - 以降はモウブレー男爵位と継承者一致。モウブレー男爵を参照。